# Musée mémorial Kodansha Noma

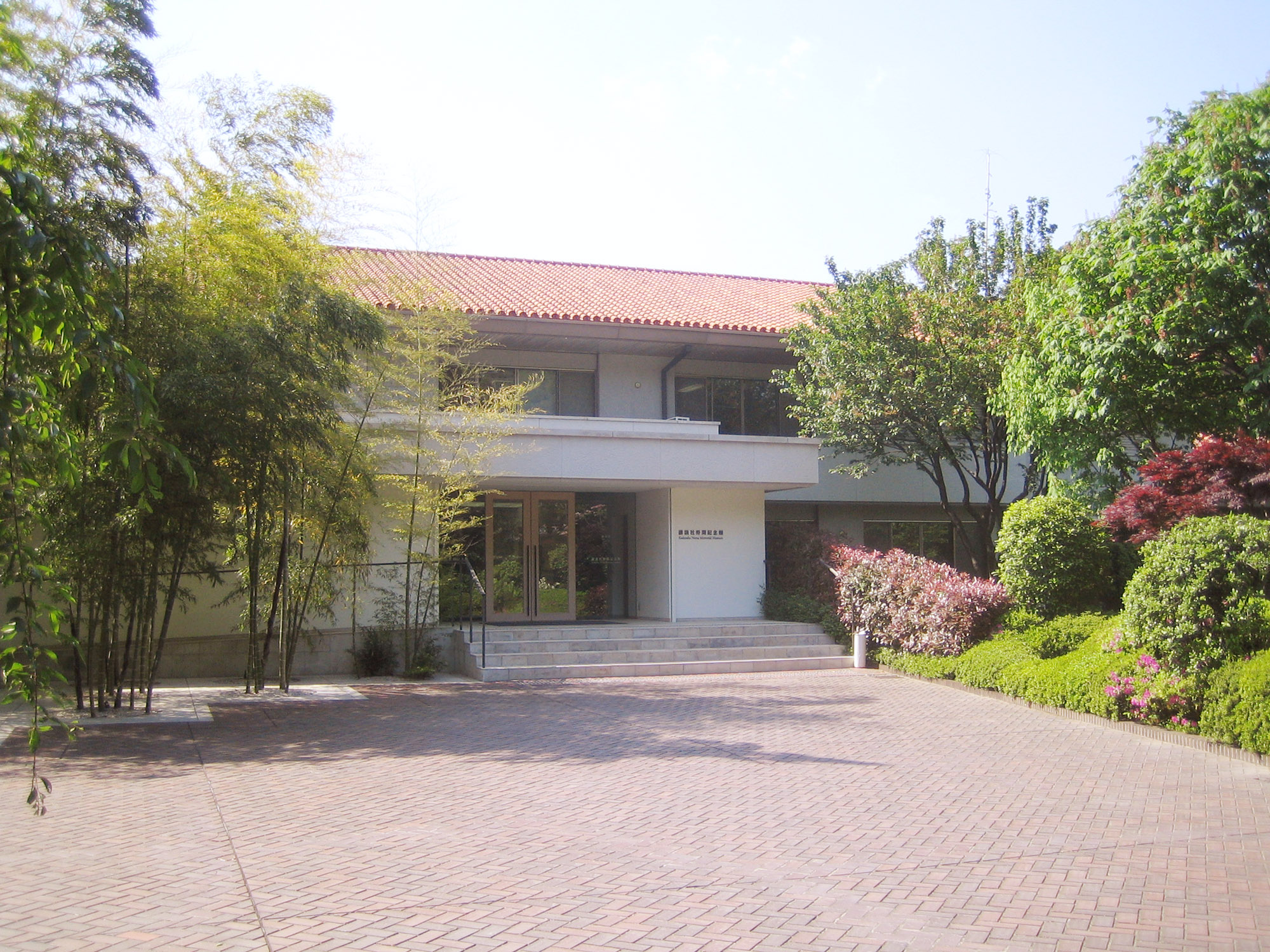
Musée mémorial Kodansha Noma

Le musée mémorial Kodansha Noma se trouve dans l'arrondissement de Bunkyo à Tokyo, Japon.
Le musée ouvre en avril 2000, afin de célébrer le 90e anniversaire de la création de la plus grande maison d'édition japonaise, la Kodansha Publishing Company. C'était la résidence de Sawako Noma, ancienne présidente de la Kodansha et petite-fille de son fondateur, Seiji Noma. L'une des expositions du musée est la collection d'art japonais Noma, objets d'art recueillis par Seiji Noma au cours de la première partie du XXe siècle. Les artistes représentés sont Kawai Gyokudō, Uemura Shōen, Kiyokata Kaburagi entre autres. Le musée présente également la collection « Publication de Culture » qui présente de précieux trésors culturels collectés de l'ère Meiji à l'ère Heisei.

## Source
- (en) Cet article est partiellement ou en totalité issu de l’article de Wikipédia en anglais intitulé « Kodansha Noma Memorial Museum » (voir la liste des auteurs).